# Sampietrino (professione)
Un sanpietrino o sampietrino è l'operaio specializzato, dipendente della Fabbrica di San Pietro, che si occupa della manutenzione ordinaria della Basilica Vaticana, degli arredi, degli addobbi e della custodia della basilica medesima.

## Origine
L'origine del gruppo risale agli inizi del XVIII secolo, quando, terminata la costruzione della Basilica di San Pietro in Vaticano, la Fabbrica di San Pietro si dedicò alla decorazione e manutenzione degli spazi basilicali. Per far fronte a difficoltà economiche e organizzative, si sviluppò un gruppo di lavoratori specializzati interni, che garantiva continuità nella cura della Basilica.
La formazione dei sanpietrini risale proprio all'inizio del XVIII secolo, quando la Fabbrica di San Pietro si trovò a dover affrontare la crescente complessità dei lavori di manutenzione e decorazione della Basilica Vaticana. In questo contesto, diventava necessaria un'organizzazione più strutturata per gestire gli interventi sulla Basilica.
Il senso di appartenenza dei sanpietrini si è tramandato nel tempo, come dimostra il ricordo di alcune celebrazioni in cui si calarono dalla cupola e dagli elementi architettonici per accendere simultaneamente migliaia di fiaccole, in un gesto simbolico di dedizione e abilità, accompagnato dal suono delle campane di San Pietro.
Il termine "sanpietrini" si diffuse proprio in questo periodo, identificando una classe di operai strettamente legata alla Basilica, il cui ruolo divenne sempre più rilevante con il passare del tempo. 

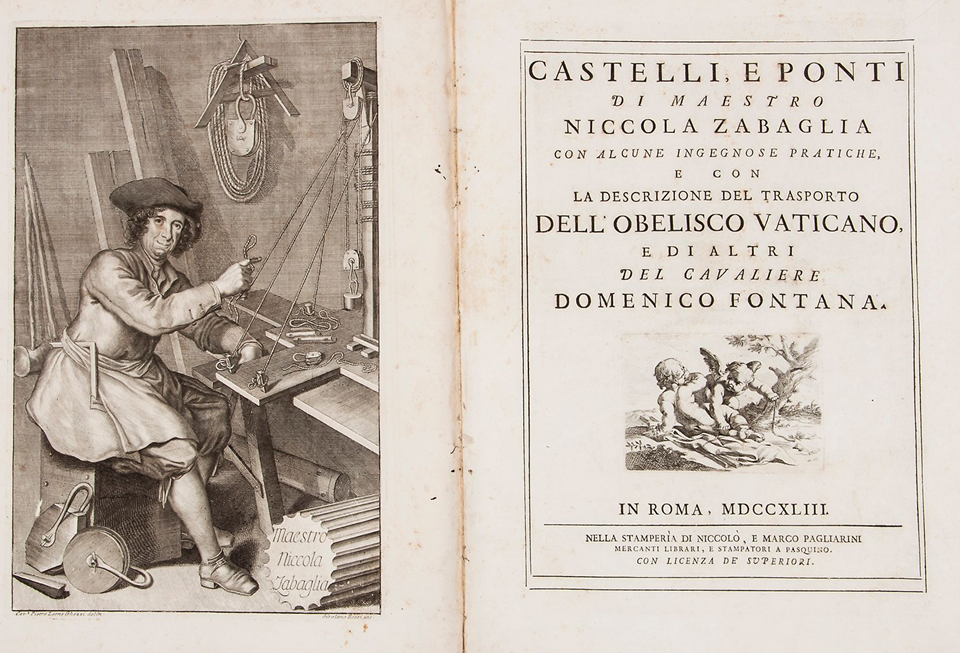
Il volume dedicato a Zabaglia

## Nicola Zabaglia
Un protagonista fondamentale fu Nicola Zabaglia abile manovale il quale, pur senza una formazione accademica, si guadagnò rispetto e stima per le sue innovative soluzioni tecniche, come strutture lignee per la decorazione e manutenzione della Basilica. Introdusse importanti innovazioni tecniche, come l'uso di ponteggi ingegnosi per lavorare in sicurezza ed efficienza. Le sue invenzioni furono così apprezzate che vennero documentate nel volume Castelli e Ponti di Maestro Niccola Zabaglia (1743), a testimonianza del contributo di Zabaglia all'architettura e all'edilizia del tempo.
Oltre agli aspetti tecnici, Zabaglia favorì anche lo sviluppo di un forte senso di appartenenza e orgoglio tra i lavoratori della Fabbrica. Questo sentimento si consolidò nel 1757, quando i manovali ottennero una divisa che li distinguesse dai pellegrini e formalizzò il titolo di sanpietrini, indicando il loro ruolo esclusivo nella manutenzione della Basilica.

## I Sanpietrini oggi
Il lavoro dei sanpietrini, parte integrante del personale della Fabbrica di San Pietro, è fondamentale per la gestione quotidiana della Basilica. Con una superficie di oltre 20.000 metri quadrati e un costante afflusso di fedeli e visitatori, la Basilica richiede manutenzione continua, pulizia e sorveglianza, compiti svolti dai sanpietrini. Oltre alla manutenzione, il loro lavoro comprende la tutela delle opere d'arte e il rispetto del luogo sacro, in collaborazione con gli ispettori della Fabbrica, i volontari dell'Associazione dei Santi Pietro e Paolo e studenti ausiliari.
Le attività operative sono gestite dall'Ufficio tecnico della Fabbrica, sotto la supervisione di un architetto, un geometra e un soprastante. I lavori di manutenzione e restauro, anche se affidati a personale esterno, sono monitorati dall’Ufficio tecnico, che discute settimanalmente le questioni operative. Ogni intervento è documentato fotograficamente da un incaricato, assicurando il controllo costante delle attività di cura e conservazione della Basilica.

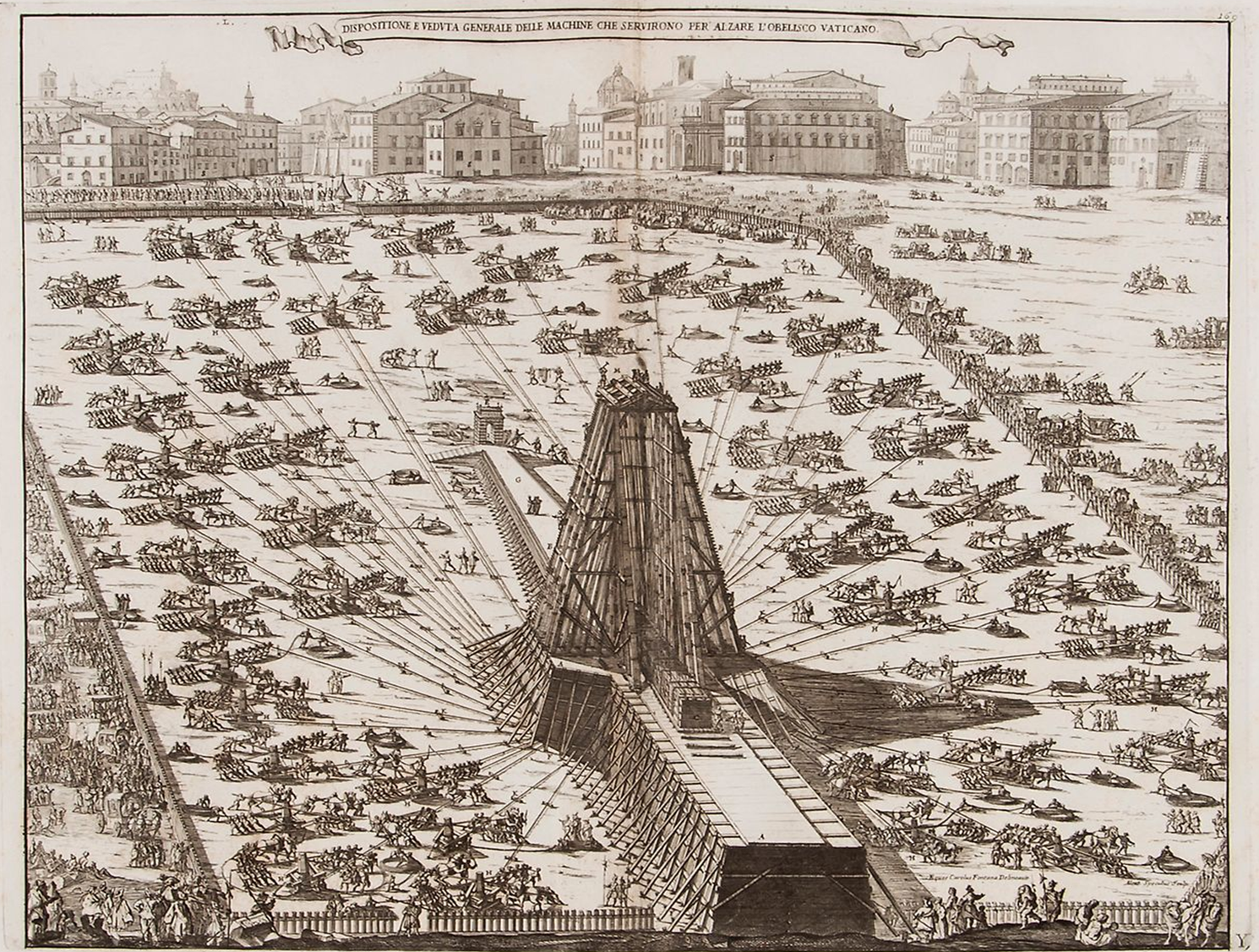
Dispositione e veduta generale delle machine che servirono per alzare lObelisco Vaticano

I sanpietrini, trasmettendo competenze di generazione in generazione, hanno contribuito al mantenimento e alla conservazione della Basilica di San Pietro, adattandosi nel tempo alle innovazioni tecnologiche pur mantenendo una forte continuità con la tradizione. Attualmente, il gruppo è composto da circa ottanta persone, tra cui falegnami, muratori, stuccatori, decoratori, fabbri, idraulici, elettricisti, marmisti e altri artigiani, divisi in squadre che operano quotidianamente per preservare e gestire la Basilica, visitata da oltre 60.000 persone al giorno.

## La Fabbrica di San Pietro e le donne
La presenza femminile nella Fabbrica di San Pietro non è una novità, con un consolidato impiego di mosaiciste nello Studio del Mosaico Vaticano. In passato, già nel 1500, venivano impiegate vedove e orfane, spesso eredi di imprese familiari, alle quali venivano garantite le stesse condizioni lavorative dei loro familiari maschi. Nel tempo, le donne sono state assunte in diverse professioni artigiane all'interno della Fabbrica, ma fino ad oggi nessuna è entrata a far parte del corpo dei sanpietrini.
Nel luglio 2024, per volontà del Cardinale Mauro Gambetti, presidente delle Fabbrica di San Pietro, due donne entrano per la prima volta a fare parte dei sampietrini manutentori; è la prima volta dopo 500 anni dalla fondazione della Fabbrica.